# Baja Fresh

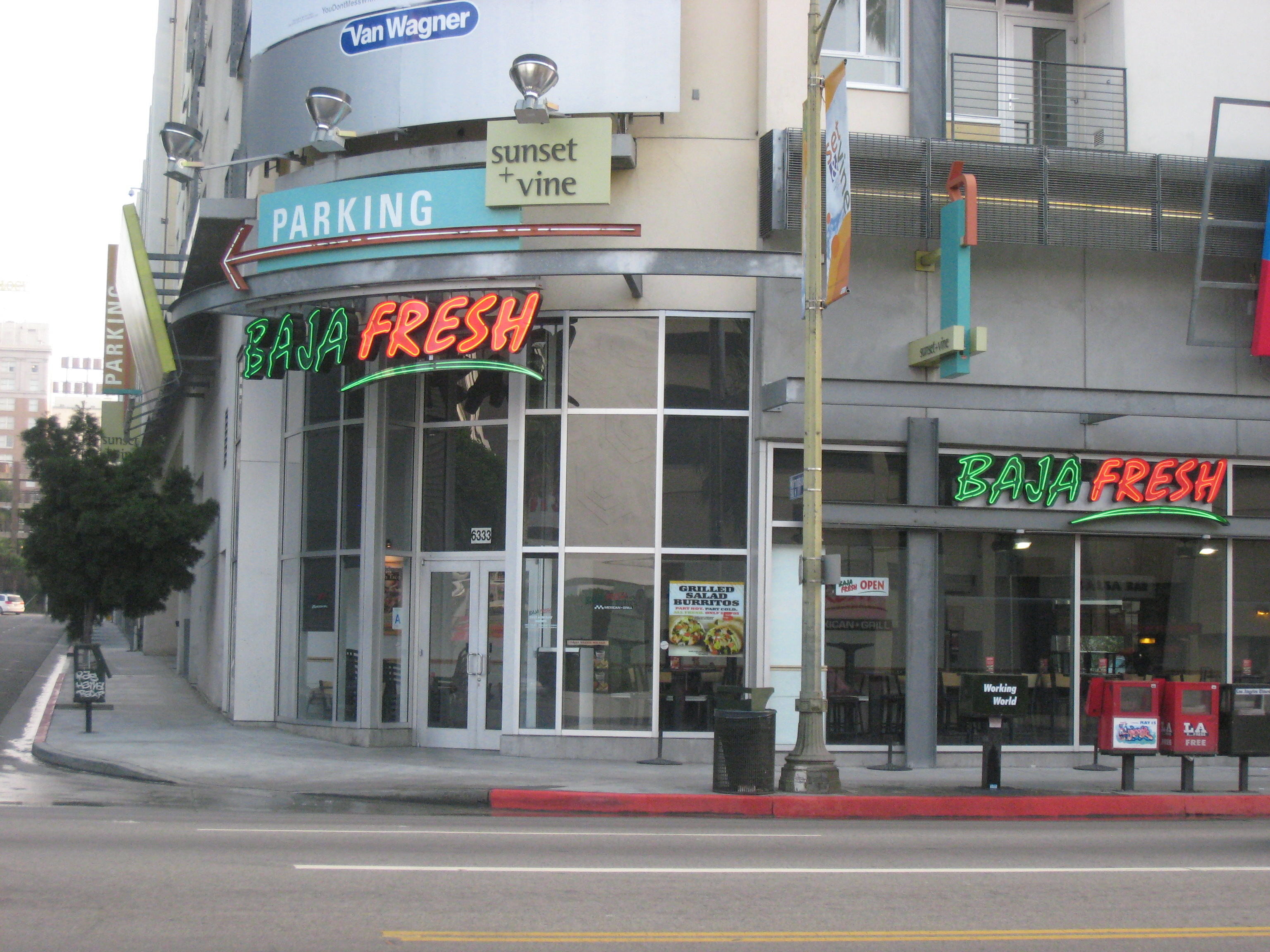
Baja Fresh sur Sunset Boulevard à Hollywood

Baja Fresh est une chaîne de restauration rapide américaine, spécialisée dans la restauration mexicaine. Fondé à Newbury Park (Californie) en 1990, le siège est situé à Cypress, Californie. La chaine est réputée pour n'utiliser que des ingrédients frais. Chaque restaurant possède d'ailleurs son bar à sauce.
La chaîne est présente dans 29 États des États-Unis. Elle ouvre son premier restaurant en dehors du territoire américain en 2010 à Dubaï. Ses principaux concurrents sont Chipotle Mexican Grill et Taco Bell.
En 2002, Wendy's acquiert Baja Fresh pour 275 millions de dollars,.